# 233 (число)
Вижте пояснителната страница за други значения на 233.
233 (двеста тридесет и три) е просто, естествено, цяло число, следващо 232 и предхождащо 234.
Двеста тридесет и три с арабски цифри се записва „233“, а с римски цифри – „CCXXXIII“. 233 е на 51-во място в реда на простите числа (след 229 и преди 239). Числото 233 е съставено от три цифри от позиционните бройни системи – 2 (две), 3 (три).

## Общи сведения
- 233 е нечетно число.
- 233-тият ден от невисокосна година е 21 август.
- 233 е година от Новата ера.